# Neil Cox
Neil James Cox (Scunthorpe, 8 ottobre 1971) è un allenatore di calcio ed ex calciatore britannico, di ruolo difensore.

## Palmarès

### Giocatore

#### Competizioni nazionali
- Campionato inglese di seconda divisione: 1

Middlesbrough: 1994-1995
- Coppa di Lega inglese: 1

Aston Villa: 1993-1994